# Aymeric Laporte
Aymeric Laporte (ur. 27 maja 1994 w Agen) – hiszpański piłkarz baskijskiego i francuskiego pochodzenia, występujący na pozycji obrońcy w saudyjskim klubie Al-Nassr oraz w reprezentancji Hiszpanii.

## Kariera piłkarska
Laporte rozpoczął grę w piłkę w lokalnych klubach SU Agen Football i Aviron Bayonnais FC. W 2010 roku dołączył do akademii Athletiku Bilbao. Tym samym stał się drugim w historii Athletiku piłkarzem narodowości francuskiej – wcześniej w baskijskim klubie grał Bixente Lizarazu. 28 listopada 2012 roku zadebiutował w pierwszym zespole, w wyjazdowym meczu Ligi Europy z Hapoel Ironi Kiryat Szmona. 9 grudnia zadebiutował w La Liga, gdy wszedł na minutę w meczu z Celtą Vigo. Tydzień później trener Marcelo Bielsa postanowił, że Laporte będzie grał od w pierwszej jedenastce w meczu przeciwko RCD Mallorca. Krótko po tym wydarzeniu definitywnie został włączony do pierwszego składu i podpisał nowy kontrakt, do 2015 roku. 14 stycznia 2013 roku otrzymał koszulkę z numerem 4, którą wcześniej nosił Ustaritz Aldekoaotalora.

## Sukcesy

### Athletic Bilbao
- Superpuchar Hiszpanii: 2015

### Manchester City
- Mistrzostwo Anglii: 2017/2018, 2018/2019, 2020/2021, 2021/2022
- Puchar Anglii: 2018/2019
- Puchar Ligi Angielskiej: 2017/2018, 2018/2019, 2019/20, 2020/2021
- Tarcza Wspólnoty: 2018
- Liga Mistrzów UEFA: 2023

### Reprezentacyjne
- Mistrzostwo Europy: 2024
- Wicemistrzostwo Europy U-19: 2013

### Indywidualne
- Drużyna Turnieju Mistrzostw Europy U-19: 2013
- Drużyna Roku La Liga: 2013/2014
- Drużyna Roku PFA: 2018/2019